# Ballboy
Ballboy ist eine britische Indie-Rock-Band aus Edinburgh.

## Geschichte
Die Band formierte sich Mitte der 90er Jahre in Edinburgh. Gründungsmitglieder waren Viv Strachan, Gordon McIntyre, Nick Reynolds und Alexis Beattie. Die nächsten Jahre spielte die Band zahlreiche Gigs in der Umgebung von Edinburgh und lieferte auch Tracks für die Indie-Kompilation It’s A Life Sentence, die 1997 beim neu gegründeten Label SL Records erschien. 1999 verließ Viv Strachan die Band und Gordon McIntyre, der Songwriter der Gruppe, übernahm den Gesangspart. Katie Griffiths ergänzte die Formation am Keyboard und Gary Morgan ersetzte Alexis Beattie am Schlagzeug. Die Band wurde von SL Records unter Vertrag genommen und veröffentlichte eine Reihe von EPs, die 2001 auf dem Sampler Club Anthems erschienen.
Ihr Debütalbum A Guide for the Daylight Hours kam 2002 heraus und erreichte Platz 8 in den britischen Indie-Charts. 2003 folgte das akustische melancholische The Sash My Father Wore and Other Stories, das größtenteils von Gordon McIntyre allein eingespielt wurde und daher eigentlich ein Soloalbum darstellt. 2004 wurde Katie Griffiths  am Keyboard ersetzt durch Alexa Morrison. In dieser neuen Besetzung nahm die Band ihr drittes Studioalbum The Royal Theatre auf, das gute Kritiken erhielt. Ihre letzte Veröffentlichung war die Download-Single I Died for Love und stammte aus dem Jahr 2005. Die Band gab seitdem nur mehr gelegentlich Live-Konzerte.
2008 gründete die Gruppe ihr eigens Label Pony Proof Records und veröffentlichte im August des Jahres mit I Worked on the Ships ihr fünftes Studioalbum, das gute Kritiken erhielt. Anschließend folgte die obligatorische Tour durch die Clubs.
Im Dezember 2013 erwachte die Gruppe, wie sie es selbst bezeichnete, aus ihrem Winterschlaf und veröffentlichte das Mini-Album Merry Christmas to the Drunks, Merry Christmas to the Lovers, das sechs neue Titel enthält und nur als Download erhältlich ist.

## Diskografie

### Alben
- 2001: Club Anthems (SL Records)
- 2002: A Guide for the Daylight Hours (SL Records)
- 2003: The Sash My Father Wore and Other Stories (SL Records)
- 2004: The Royal Theatre (SL Records)
- 2008: I Worked on the Ships (Pony Proof Records)
- 2013: Merry Christmas to the Drunks, Merry Christmas to the Lovers (Digital Album)

### Singles und EPs
- 1999: Silver Suits for Astronauts (SL Records)
- 2000: I Hate Scotland (SL Records)
- 2001: Girls Are Better Than Boys (SL Records)
- 2002: All the Records on the Radio Are Shite (SL Records)
- 2002: Where Do the Nights of Sleep Go to When They Do Not Come to Me (SL Records)
- 2003: A Europewide Search for Love (SL Records)
- 2004: Past Lovers / I Lost You But I Found Country Music (SL Records)
- 2005: I Died for Love (SL Records)

### Kompilationsbeiträge
- 1997: Car Crashes / I Could Eat You Up / Photographers – It’s A Life Sentence (SL Records)
- 2005: The Time Out Guide − Pop You 4 (Hobby de Luxe)